# Royal Australian Corps of Military Police
Le Royal Australian Corps of Military Police (RACMP)est une unité de police militaire de l'Armée de terre australienne. Elle était autrefois dénommée "Australian Army Provost Corps" et a été créée, le 3 avril 1916, en tant que corps de police militaire de l'ANZAC.
Cette unité est responsable de la circulation des véhicules sur le champ de bataille, de la conduite et de la garde des prisonniers de guerre, de certaines tâches de sécurité, des enquêtes de police diligentées au sein des forces de l'armée de terre, du maintien de la discipline ainsi que de la surveillance des prisons militaires.
Son nom a changé en 1918 et l'unité a été dissoute en 1920. Elle a été recréée au cours de la Seconde Guerre mondiale et le préfixe "Royal" lui a été attribué en 1948. Son nom actuel a été décidé le 4 septembre 1974.